# Caponina sargi
Caponina sargi là một loài nhện trong họ Caponiidae.
Loài này thuộc chi Caponina. Caponina sargi được Frederick Octavius Pickard-Cambridge miêu tả năm 1899.